# 權力意志 (書籍)
《權力意志》（德語：Der Wille zur Macht），是尼采的一本著作。
一般认为，尼采在写完他的自传《瞧！这个人》后已经对他生前的思想脉络进行了最后的总结。《权力意志》為尼采死後由其妹伊莉莎白整理其生前筆記編成。因為其妹伊麗莎白是納粹的信徒，後來更嫁予一名納粹黨員，为了迎合纳粹的理论曾对尼采的笔记加以篡改。因此此书并不可信。但一些學者例如海德格爾则認為此書才能代表尼采的真正思想。